# Charlotte Amalie
Charlotte Amalie – stolica i największe miasto kolonii Wyspy Dziewicze Stanów Zjednoczonych, położona w południowej części wyspy Saint Thomas. Ludność: 18 914 (2000). Miasto zostało założone przez Jørgena Iversena i nazwane na cześć królowej duńskiej Charlotte Amalie (Karoliny Amelii), małżonki króla Chrystiana V.